# Воллі Максвелл
Воллі Максвелл (англ. Wally Maxwell, нар. 24 серпня 1933, Оттава) — канадський хокеїст, що грав на позиції центрального нападника, крайнього нападника.

## Ігрова кар'єра
Хокейну кар'єру розпочав 1950 року виступами за команду «Торонто Марлборос» в ОХА.
Усю професійну клубну ігрову кар'єру, що тривала 11 років, провів, захищаючи кольори команд Онтарійської хокейної асоціації, в активі гравця лише два матчі в складі клубу НХЛ «Торонто Мейпл-Ліфс».

## Статистика
| 1950–51      | «Торонто Марлборос»  | ОХА          | 38 | 18 | 22 | 40 | 24 | 13 | 5  | 11 | 16 | 9  |
| 1951–52      | «Торонто Марлборос»  | ОХА          | 53 | 28 | 49 | 77 | 42 | 6  | 5  | 2  | 7  | 6  |
| 1952–53      | «Торонто Марлборос»  | ОХА          | 51 | 22 | 51 | 73 | 49 | 1  | 0  | 0  | 0  | 0  |
| 1952–53      | «Торонто Мейпл-Ліфс» | НХЛ          | 2  | 0  | 0  | 0  | 0  | —  | —  | —  | —  | —  |
| 1953–54      | «Торонто Марлборос»  | ОХА          | 59 | 42 | 32 | 74 | 82 | 15 | 11 | 5  | 16 | 20 |
| 1955–56      | Університет Мічигану | ЗКХА         | —  | 7  | 4  | 11 | 8  | —  | —  | —  | —  | —  |
| 1956–57      | Університет Мічигану | ЗКХА         | —  | 10 | 6  | 16 | 14 | —  | —  | —  | —  | —  |
| 1957–58      | «Вітбі Данлопс»      | ОХА          | 14 | 1  | 6  | 7  | 2  | —  | —  | —  | —  | —  |
| 1957–58      | «Віндзор Бульдогс»   | ОХА          | 33 | 12 | 12 | 24 | 15 | 11 | 6  | 2  | 8  | 2  |
| 1958–59      | «Віндзор Бульдогс»   | ОХА          | 31 | 8  | 15 | 23 | 17 | —  | —  | —  | —  | —  |
| 1959–60      | «Толедо»             | ІХЛ          | 3  | 0  | 0  | 0  | 2  | —  | —  | —  | —  | —  |
| 1960–61      | «Оквілл Оукс»        | ОХА          | 31 | 21 | 27 | 48 | —  | —  | —  | —  | —  | —  |
| 1961–62      | «Оквілл Оукс»        | ОХА          | 10 | 7  | 3  | 10 | —  | —  | —  | —  | —  | —  |
| 1961–62      | «Порт-Артур»         | ТБШХЛ        | —  | —  | —  | —  | —  | —  | —  | —  | —  | —  |
| Усього в НХЛ | Усього в НХЛ         | Усього в НХЛ | 2  | 0  | 0  | 0  | 0  | —  | —  | —  | —  | —  |